# 安殊喇嘛
安殊喇嘛（藏語：ཨ་འབྲུག་བླ་མ，威利转写：a-vbrung bla-ma，？—？）藏族，籍贯不详，四水六岗卫教志愿军将领。

## 生平
1958年6月15日，恩珠仓·贡布扎西带着空投前来的两位藏籍美国特工及拉萨附近的部分武装，离开拉萨赴山南地区哲古宗（今属措美县），与从四川省康区经印度、锡金从西藏亚东进入西藏境内的一批人员会合，成立武装“根据地”。1958年6月24日，恩珠仓·贡布扎西召开由27股武装的首领参加的会议，成立“四水六岗卫教志愿军”（以下简称“卫教军”），作为“四水六岗”指挥的武装部队，人数3000人。“卫教军”由恩珠仓·贡布扎西任司令，甲马仓·桑培、夏格仓·朗加多吉等人任副司令，安殊喇嘛、直贡·索朗巴卓任后方勤务总长。